# Les Schtroumpfs olympiques
Les Schtroumpfs olympiques est la vingt-et-unième histoire de la série Les Schtroumpfs de Peyo. Elle est publiée pour la première fois en 1980, dans Spirou, puis dans l'album du même nom en 1983.
Cette histoire ne doit pas être confondue avec "Jeux olympschtroumpfs", une série de gags d'une page tournant autour de la pratique du sport chez les Schtroumpfs, inclus dans l'album "Schtroumpf vert et vert Schtroumpf".

## Résumé
Le Schtroumpf costaud décide d'organiser des jeux, et le vainqueur aura droit à un baiser de la Schtroumpfette. Les Schtroumpfs se bousculent donc en nombre chez le Schtroumpf costaud pour s'inscrire aux épreuves et se répartissent finalement en trois équipes : les rouges, les jaunes... et le vert. En effet, les deux premières formations étant réticentes à intégrer le Schtroumpf chétif, celui-ci décide de créer sa propre équipe.
L'entraînement commence le lendemain, sous la supervision du Schtroumpf costaud et du Schtroumpf à lunettes, autoproclamé arbitre des jeux. Au programme des jeux : course de relais, lancer du javelot, natation, lutte, etc. et enfin le difficile marathon. Le Schtroumpf chétif, aidé du Grand Schtroumpf qui lui fait croire que la gelée de groseilles est un dopant, va remporter la plupart des épreuves, et s'imposer devant les autres équipes.
Au moment où il doit recevoir le baiser promis, le Schtroumpf à lunettes offre à la Schtroumpfette un carton rose, ce qui la séduit automatiquement. Tous deux s'éloignent pendant que les Schtroumpfs fêtent le vainqueur.

## Analyse
Peyo brocarde les Jeux Olympiques, et tout ce qui s'y rattache : la motivation, l'entrainement des sportifs, la tricherie, le dopage.
Aucun Schtroumpf ne souhaite participer aux Jeux, jusqu'à la mention d'une bise de la Schtroumpfette au vainqueur qui provoque une cohue monstre au bureau d'inscription. L'auteur ne présente plus la Schtroumpfette comme une blonde machiavélique, semant la zizanie sur son passage, mais comme une récompense suprême au pouvoir de séduction toujours intact. Elle n'apparaît qu'à la fin de l'histoire, au moment de donner une bise au Schtroumpf Chétif. Ce dernier reçoit du Grand Schtroumpf un produit pour améliorer ses performances. Le chef des Schtroumpfs révèle la nature du produit à la fin des Jeux : un pot de confiture de groseilles. Ignorant la vérité sur le contenu du pot, le Schtroumpf Chétif se débat comme un diable et remporte toutes les épreuves, convaincu que ses aptitudes physiques sont dues au produit du Grand Schtroumpf ; allusions évidentes aux produits dopants et à l'effet placebo.
L'entraînement des sportifs est également tourné en dérision. Alors que le Schtroumpf Chétif a commencé son échauffement, les membres des équipes rouge et jaune sont encore au lit, dont ils ne sortent qu'après avoir été violemment réveillés par le Schtroumpf Costaud, directeur des Jeux. Dans la même veine, ils se rendent chez le Schtroumpf Cuisinier qui leur sert de succulents plats, totalement incompatibles avec l'hygiène alimentaire d'un athlète, comme le leur fait « comprendre » le Schtroumpf Costaud. Le Grand Schtroumpf propose au Schtroumpf Costaud de le remplacer pour élaborer un règlement définissant la pratique des différentes épreuves, que le Schtroumpf à Lunettes, arbitre des Jeux, se charge difficilement de faire respecter, à grands coups de phrases moralisatrices conclues par un coup de marteau. L'entraînement et les Jeux sont marqués par différents « arrangements » avec le règlement : ressorts aux pieds pour le saut en longueur, ailes pour le saut en hauteur, bâtons de relais enduits de colle ou de savon noir... ce qui fait fondre en larmes le Schtroumpf Costaud et provoque l'intervention moralisatrice du Schtroumpf à Lunettes, poursuivi par un Schtroumpf avec un marteau. Ces deux éléments constituent le comique de répétition de l'histoire.

## Publications

### Revues
Cette histoire est publiée pour la première fois en 1980, dans le journal Spirou (du no 2199 au no 2205) où elle paraît sous un titre un peu différent : "Le Schtroumpf olympique".

### Album
L'épisode est publié dans l'album homonyme en 1983.